# Temple (Familienname)
Temple ist der Familienname folgender Personen:

## Namensträger

### Familienname
- Derek Temple (* 1938), englischer Fußballspieler
- Dorothy Temple (1627–1695), britische Verfasserin von Briefen und Ehefrau von Sir William Temple, siehe Dorothy Osborne
- Ed Temple (1927–2016), US-amerikanischer Leichtathletiktrainer
- Ella Dunbar Temple (1918–1998), peruanische Historikerin
- Emmanuel Temple (1895–1988), französischer Politiker
- Félix du Temple (1823–1890), französischer Offizier und Luftfahrtpionier
- Floyd Temple (1926–2012), US-amerikanischer Baseballtrainer
- Frédéric Jacques Temple (* 1921), französischer Schriftsteller
- Frederick Temple (1821–1902), Erzbischof von Canterbury
- Frederick Hamilton-Temple-Blackwood, 1. Marquess of Dufferin and Ava (1826–1902), Generalgouverneur von Kanada und Vizekönig von Indien
- Garrett Temple (* 1986), US-amerikanischer Basketballspieler
- George Temple (1901–1992), englischer Mathematiker, Physiker und Mönch
- George Nugent-Temple-Grenville, 1. Marquess of Buckingham (1753–1813), britischer Adliger und Politiker
- Hans Temple (1857–1931), deutscher Genre- und Porträtmaler
- Henry Temple, 3. Viscount Palmerston (1784–1865), britischer Politiker, Mitglied des House of Commons und Premierminister
- Henry Wilson Temple (1864–1955), US-amerikanischer Politiker
- Herbert R. Temple Jr. (1928–2024), Generalleutnant der US-Army
- Hope Temple (1859–1938), eigentlich Alice Maude Davis, irische Liedschreiberin und Komponistin
- James Temple-Gore-Langton, 9. Earl Temple of Stowe (* 1955), britischer Adliger
- Julien Temple (* 1953), britischer Filmregisseur
- Juno Temple (* 1989), britische Schauspielerin
- Léo DeTemple (um 1910–nach 1943), französischer Jazzmusiker
- Matthew Temple (* 1999), australischer Schwimmer
- Merdith W. B. Temple (1953–2020), US-amerikanischer Generalmajor
- Lew Temple (* 1967), US-amerikanischer Schauspieler
- Peter Temple (1946–2018), australischer Krimischriftsteller
- Peter Temple-Morris, Baron Temple-Morris (1938–2018), britischer Politiker
- Raymond du Temple († 1404), französischer Baumeister
- Richard Temple, 3. Baronet (1634–1697), englischer Politiker
- Richard Temple, 1. Viscount Cobham (1675–1749), britischer Feldmarschall und Politiker (Whigs)
- Richard Temple, 1. Baronet (1826–1902), britischer Politiker und Kolonialbeamter
- Richard Temple (Sänger) (1846–1912), britischer Sänger (Bassbariton), Schauspieler und Regisseur
- Richard Temple, 2. Baronet (Richard Carnac Temple; 1850–1931), britischer Offizier, Kolonialbeamter und Anthropologe
- Richard Temple (Physikochemiker), australischer Physikochemiker
- Richard Temple-Nugent-Brydges-Chandos-Grenville, 2. Duke of Buckingham and Chandos (1797–1861), britischer Adliger und Politiker (Tories)
- Richard Temple-Nugent-Brydges-Chandos-Grenville, 3. Duke of Buckingham and Chandos (1823–1889), britischer Politiker, Unterhausabgeordneter und Peer
- Richard Grenville Temple, 2. Earl Temple (1711–1779), britischer Staatsmann
- Robbie Temple (* 1986), englischer Squashspieler
- Sam Temple (* 1972), britischer Freestyle-Skier
- Shirley Temple (1928–2014), US-amerikanische Schauspielerin und Botschafterin
- Stanley A. Temple (* 1946), US-amerikanischer Biologe und Ökologe
- Victoria Temple-Murray (* 1994), englische Squashspielerin
- William Temple, 1. Baronet (1628–1699), englischer Diplomat und Schriftsteller, Dienstherr von Jonathan Swift
- William Temple (Politiker) (1814–1863), US-amerikanischer Politiker (Delaware)
- William Temple (Erzbischof) (1881–1944), Erzbischof von Canterbury
- William Cowper-Temple, 1. Baron Mount Temple (1811–1888), britischer Politiker der Liberal Party, Mitglied des House of Commons und Peer
- William F. Temple (1914–1989), britischer Science-Fiction-Autor

### Fiktive Figuren
- Paul Temple, fiktiver Schriftsteller und Privatdetektiv in zahlreichen Hörspielen und Romanen des britischen Schriftstellers Francis Durbridge